# IC 2925
IC 2925 ist eine Galaxie vom Hubble-Typ S im Sternbild Großer Bär am Nordsternhimmel. Sie ist schätzungsweise 402 Millionen Lichtjahre von der Milchstraße entfernt.
Das Objekt wurde am 29. Mai 1903 von Stéphane Javelle entdeckt.